# Universidad del Algarve
La Universidad del Algarbe (en portugués Universidade do Algarve) es una institución pública de enseñanza superior portuguesa situada, en su mayoría, en la ciudad de Faro, la capital de la región del Algarbe; aunque también tiene algunos centros en Portimão.

## Campus
La Universidad del Algarbe tiene 4 campus; 3 de ellos en la ciudad de Faro y uno, el más pequeño, en Portimão. Son los siguientes:
- Campus de Penha: Situado al norte de la ciudad de Faro. En él se encuentran algunas facultades como las de Educación y Comunicación; Ingeniería; o Gestión, Hostelería y Turismo; además de un maxiaulario (conocido como "Complexo Pedagógico") y otra serie de centros y servicios.
- Campus de Gambelas: Situado en la población de Gambelas, en la freguesia de Montenegro a unos 5 kilómetros del centro de Faro, perteneciendo a su municipio. En él se estudian la mayoría de carreras técnicas y acoge las facultades de Ciencias y Tecnología, Economía y Ciencias Humanas y Sociales. Dispone de un equipamiento similar al del Campus de Penha y de la Oficina de Movilidad y Relaciones Internacionales.
- Campus de Saúde: El campus de Salud es un pequeño centro situado dentro de la ciudad de Faro, cerca del centro.
- Campus de Portimão: Es el único campus situado fuera del municipio de Faro; es posible estudiar algunas carreras en él y dispone de los servicios básicos como la biblioteca.

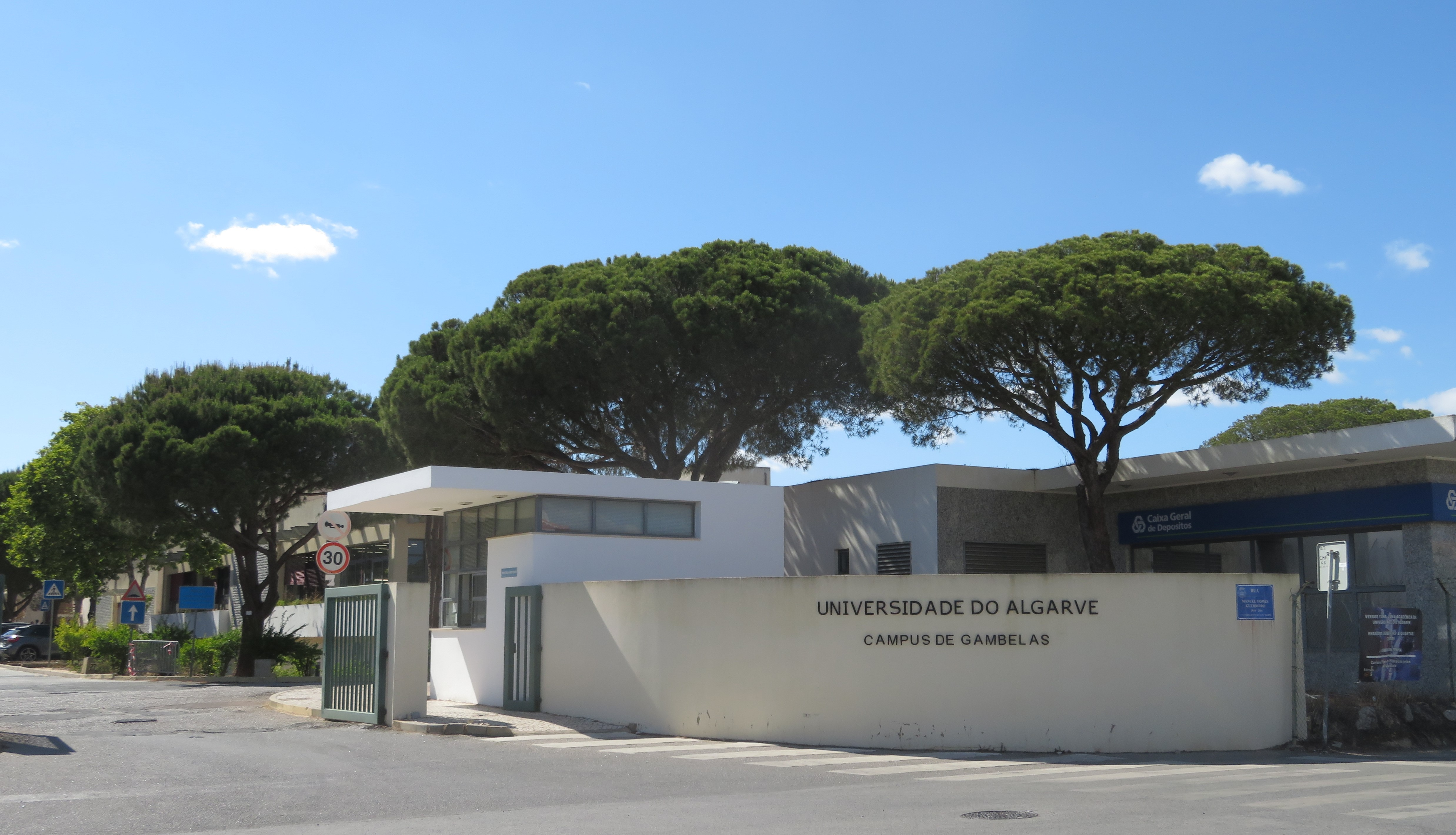
Entrada del Campus de Gambelas
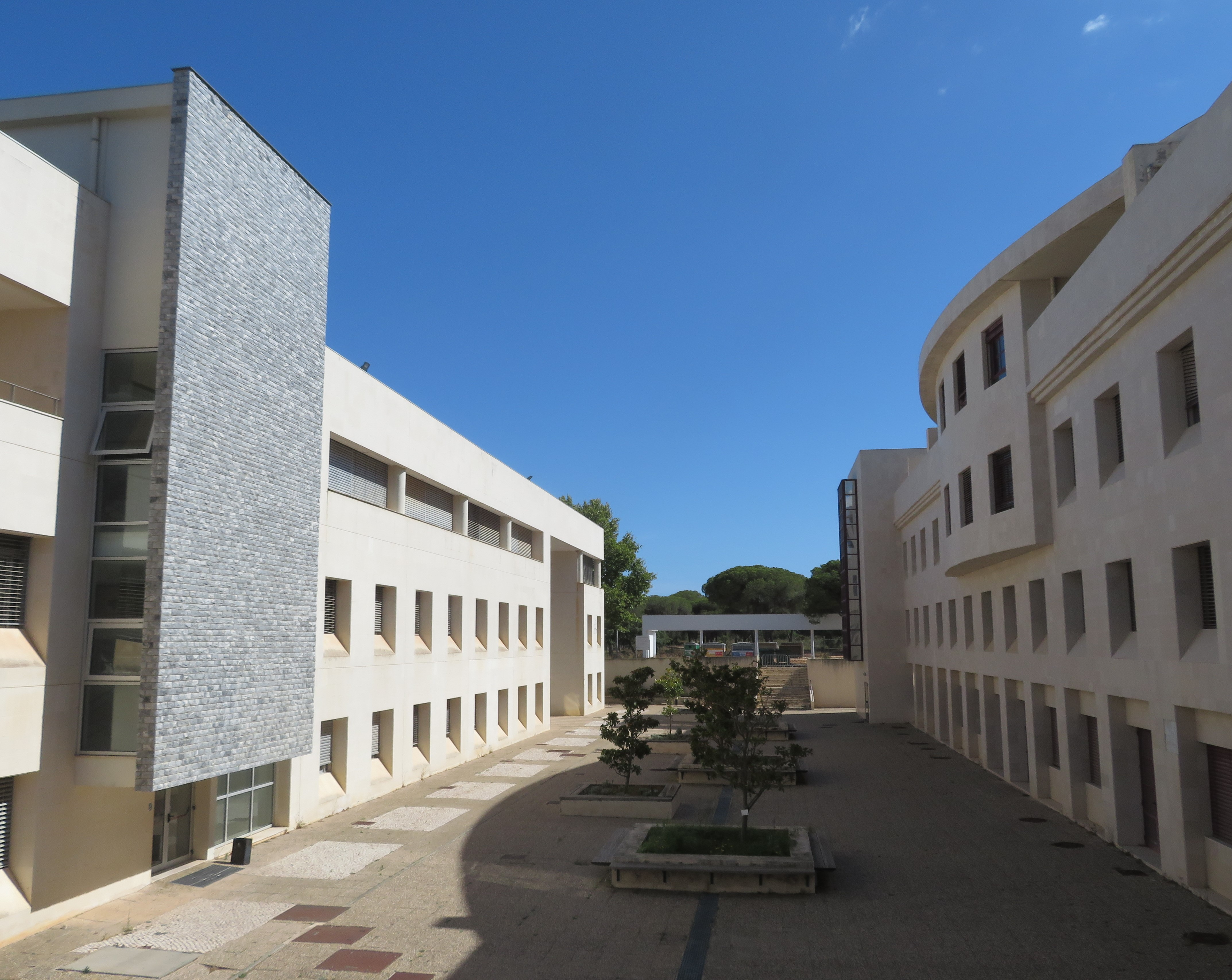
Campus de Gambelas
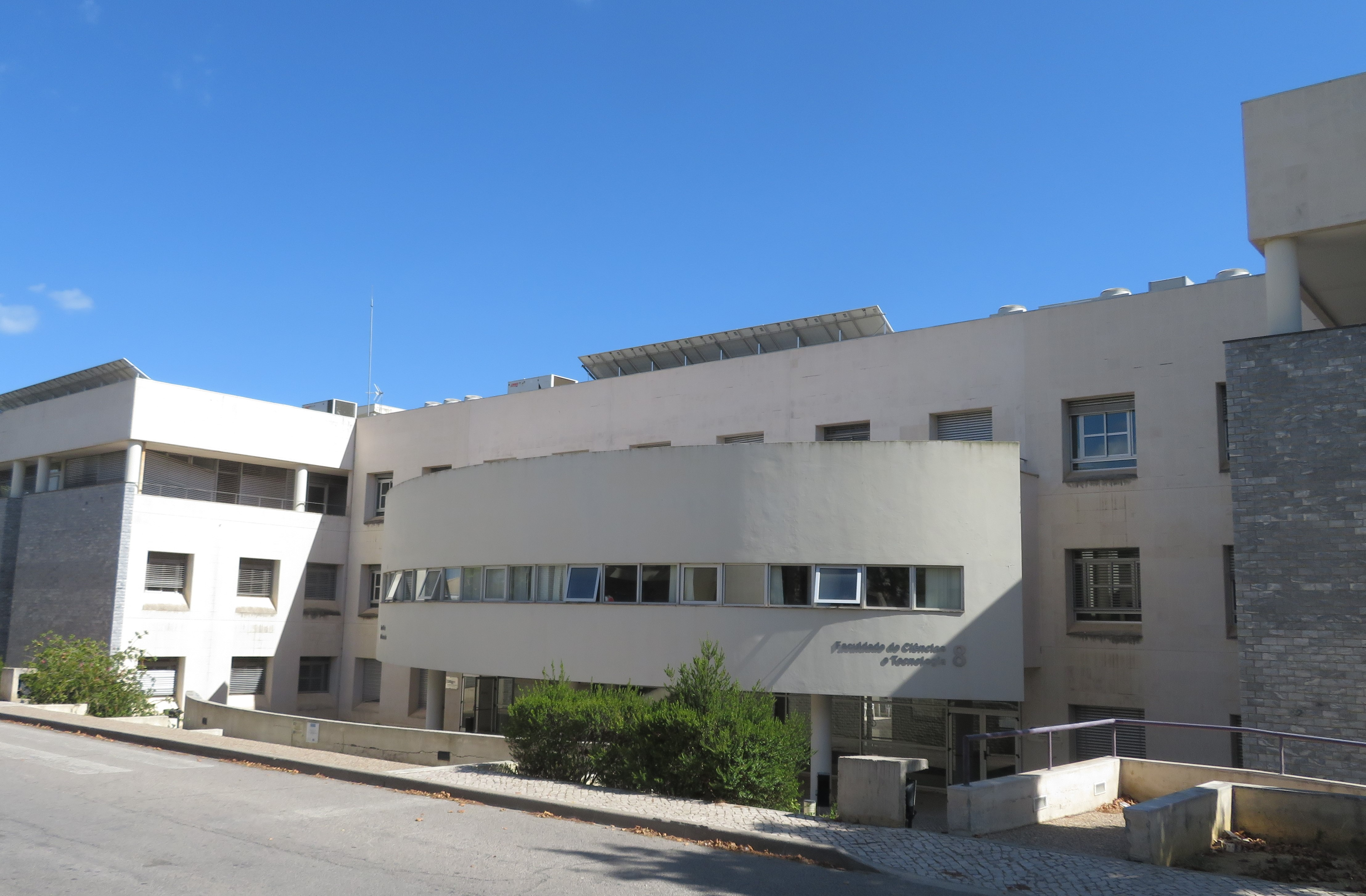
Campus de Gambelas
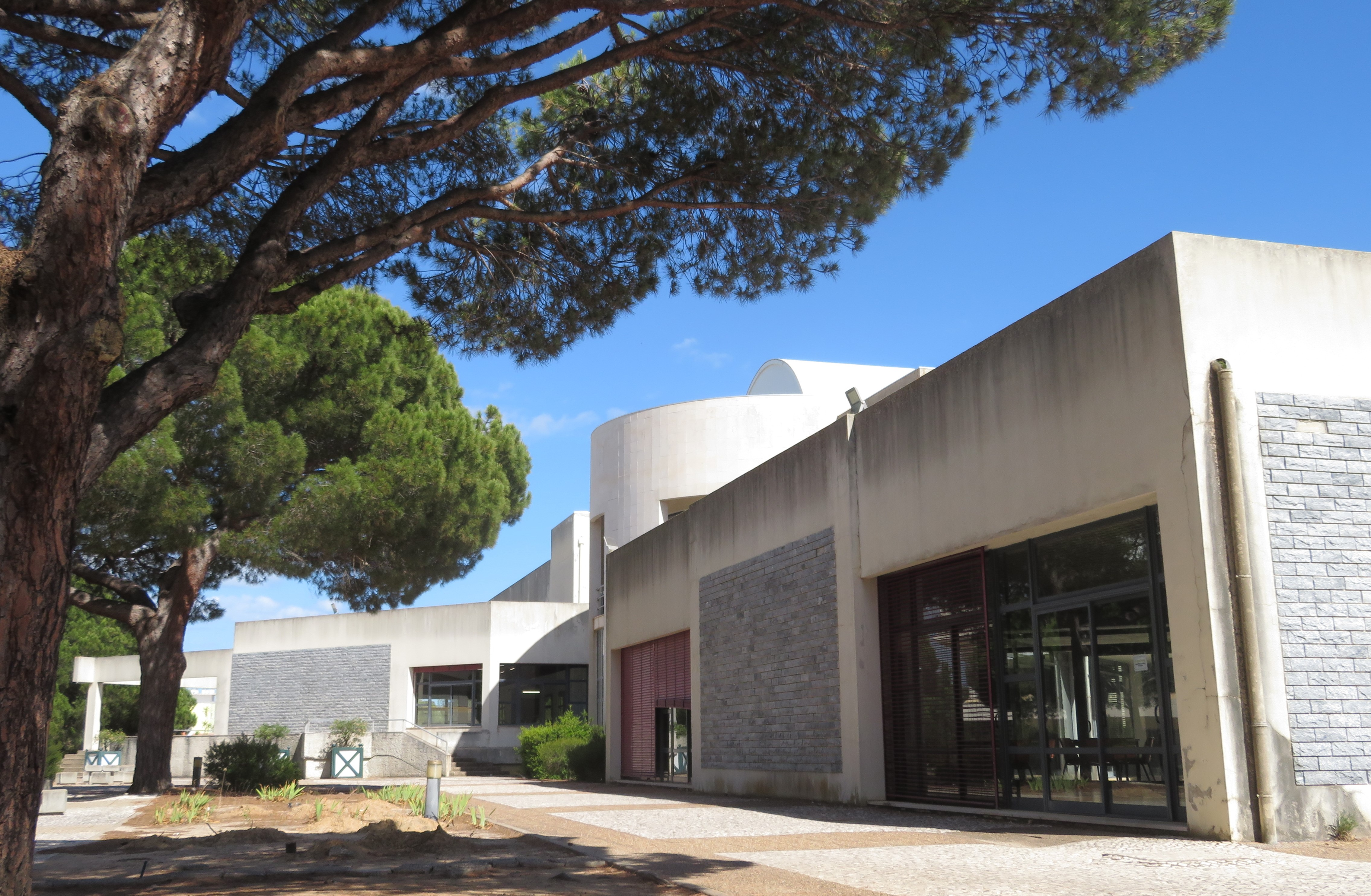
Campus de Gambelas